# بيرك مارشال
بيرك مارشال (بالإنجليزية: Burke Marshall)‏ هو محامي أمريكي، ولد في 1 أكتوبر 1922 في بلينفيلد في الولايات المتحدة، وتوفي في 2 يونيو 2003 في نيوتاون في الولايات المتحدة.